# 진주 단지종택 고문서
진주 단지종택 고문서(晋州 丹池宗宅 古文書)는 대한민국 경상남도 진주시 경상국립대학교에 있는 조선시대의 고문서이다.
2006년 11월 2일 경상남도의 유형문화재 제447호 진주단목리단지하협종택소장 고문서로 지정되었다가, 2018년 12월 20일 현재의 명칭으로 변경되었다.

## 개요
이 문서들은 시권들을 제외하고는 ‘선적류편’과 ‘소록’이라는 책자의 형태로 묶여져 있던 것의 일부이다.
'선적유편'은 1943년 하정근(1889∼1973)이 조상이 남긴 유묵, 장갈류, 만사, 제문, 지구서간, 분재기, 호적, 향도장 등 여러 문적을 종류별로 분류하여 4개의 책자로 묶고 ‘선적유편’이라 명명한 것이다.
'소록'은 1718년경의 ‘장석한 무고사건’의 내력을 간략하게 기록해 놓은 여러 종류의 소록 및 일부 다른 문건을 묶어놓은 것이다.

## 참고 문헌
- 진주 단지종택 고문서 - 국가유산청 국가유산포털